# Renan Lodi
Renan Augusto Lodi dos Santos (sinh ngày 8 tháng 4 năm 1998), được biết đến với cái tên Renan Lodi, là một cầu thủ chuyên nghiệp người Brazil chơi ở vị trí hậu vệ trái cho câu lạc bộ Al Hilal SFC tại Saudi Pro League và Đội tuyển bóng đá quốc gia Brazil.

## Sự nghiệp câu lạc bộ

### Athletico Paranaense
Sinh ra ở Serrana, São Paulo, Lodi gia nhập đội trẻ của Athletico Paranaense vào năm 2012. Anh ra mắt đội bóng cũng như ra mắt Série A vào ngày 14 tháng 10 năm 2016, đá chính trong trận thua 1–0 trước Grêmio.
Lodi sau đó đại diện cho đội U23 của Campeonato Paranaense, và ghi bàn thắng đầu tiên vào ngày 25 tháng 3 năm 2018, ghi bàn mở tỷ số trong trận thắng 5–0 trên sân nhà trước Maringá. Ba ngày sau, anh gia hạn hợp đồng đến tháng 3 năm 2021.
Lodi được ra sân thường xuyên hơn dưới thời huấn luyện viên mới Tiago Nunes, và gia hạn hợp đồng đến năm 2022 vào ngày10 tháng 8 năm 2018.

### Atlético Madrid

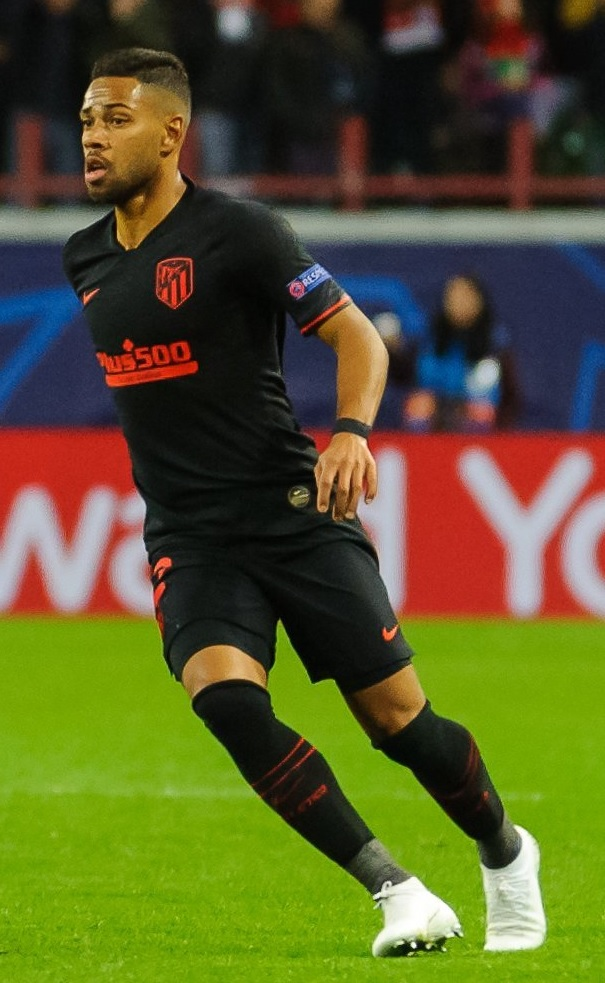
Lodi với Atlético Madrid vào năm 2019

Vào ngày 28 tháng 6 năm 2019, đội bóng của La Liga Atlético Madrid về nguyên tắc đã được thỏa thuận với Athletico Paranaense về thương vụ chuyển nhượng Lodi. Thỏa thuận được hoàn tất vào ngày 7 tháng 7 năm 2019 và Lodi đã ký hợp đồng có thời hạn 6 năm với câu lạc bộ.
Vào ngày 24 tháng 11 năm 2019, Lodi ghi bàn thắng đầu tiên cho Atlético trong trận hòa 1–1 với Granada. Vào ngày 16 tháng 5 năm 2021, Lodi vào sân thay người và ghi bàn thắng vào những phút bù giờ cuối cùng ấn định chiến thắng 2–1 trong trận đấu trên sân nhà cuối cùng của mùa giải trước Osasuna giúp câu lạc bộ tiếp tục cạnh tranh chức vô địch với Real Madrid. Một tuần sau, khi Atlético thắng trận cuối cùng của mùa giải, Lodi đã trở thành nhà vô địch La Liga 2020–21 với tư cách là một thành viên của đội.
Vào ngày 15 tháng 3 năm 2022, Lodi ghi bàn thắng đầu tiên tại Champions League để giúp Atlético Madrid đánh bại Manchester United 1–0 tại Old Trafford và giành quyền vào tứ kết với tỷ số chung cuộc 2–1.

### Nottingham Forest (mượn)
Vào ngày 29 tháng 8 năm 2022, Lodi ký hợp đồng với câu lạc bộ Ngoại hạng Anh Nottingham Forest theo hợp đồng cho mượn kéo dài một mùa giải. Anh ghi bàn thắng đầu tiên cho Nottingham Forest vào ngày 9 tháng 11 năm 2022 trước Tottenham Hotspur ở Cúp EFL.

### Marseille
Vào ngày 14 tháng 7 năm 2023, Olympique de Marseille xác nhận rằng họ đã đạt được thỏa thuận mua lại Renan Lodi từ Atlético Madrid, sau khi đã đồng ý các điều khoản cá nhân với hậu vệ trái này, với mức phí chuyển nhượng 13 triệu euro kèm theo 20% giá bán về điều khoản.

## Sự nghiệp quốc tế
Lodi có trận ra mắt đội tuyển quốc gia Brazil vào ngày 10 tháng 10 năm 2019, thay cho Alex Sandro trong trận hòa 1-1 với Sénégal. [11]

## Thống kê sự nghiệp

### Câu lạc bộ
Tính đến ngày 11 tháng 5 năm 2022.
| Câu lạc bộ           | Mùa giải            | Giải vô địch        | Giải vô địch | Giải vô địch | Cúp liên đoàn | Cúp liên đoàn | Cúp quốc gia | Cúp quốc gia | Châu lục | Châu lục | Khác | Khác | Tổng cộng | Tổng cộng |
| Câu lạc bộ           | Mùa giải            | Hạng đấu            | Trận         | Bàn          | Trận          | Bàn           | Trận         | Bàn          | Trận     | Bàn      | Trận | Bàn  | Trận      | Bàn       |
| -------------------- | ------------------- | ------------------- | ------------ | ------------ | ------------- | ------------- | ------------ | ------------ | -------- | -------- | ---- | ---- | --------- | --------- |
| Athletico Paranaense | 2016                | Série A             | 3            | 0            | 0             | 0             | 0            | 0            | 0        | 0        | —    | —    | 3         | 0         |
| Athletico Paranaense | 2017                | Série A             | 0            | 0            | 7             | 0             | 0            | 0            | 0        | 0        | —    | —    | 7         | 0         |
| Athletico Paranaense | 2018                | Série A             | 24           | 0            | 11            | 1             | 1            | 0            | 12       | 2        | —    | —    | 48        | 3         |
| Athletico Paranaense | 2019                | Série A             | 3            | 0            | 0             | 0             | 1            | 0            | 6        | 2        | 2    | 0    | 12        | 2         |
| Athletico Paranaense | Tổng cộng           | Tổng cộng           | 30           | 0            | 18            | 1             | 2            | 0            | 18       | 4        | 2    | 0    | 70        | 5         |
| Atlético Madrid      | 2019–20             | La Liga             | 32           | 1            | —             | —             | 0            | 0            | 9        | 0        | 2    | 0    | 43        | 1         |
| Atlético Madrid      | 2020–21             | La Liga             | 23           | 1            | —             | —             | 2            | 0            | 8        | 0        | —    | —    | 33        | 1         |
| Atlético Madrid      | 2021–22             | La Liga             | 29           | 2            | —             | —             | 2            | 1            | 10       | 1        | 1    | 0    | 42        | 4         |
| Atlético Madrid      | Tổng cộng           | Tổng cộng           | 84           | 4            | —             | —             | 4            | 1            | 27       | 1        | 3    | 0    | 118       | 6         |
| Tổng cộng sự nghiệp  | Tổng cộng sự nghiệp | Tổng cộng sự nghiệp | 114          | 4            | 18            | 1             | 6            | 1            | 45       | 5        | 5    | 0    | 188       | 11        |

### Quốc tế
Tính đến ngày 21 tháng 11 năm 2023.
| Đội tuyển quốc gia | Năm       | Trận | Bàn |
| ------------------ | --------- | ---- | --- |
| Brasil             |           |      |     |
| 2019               | 4         | 0    |     |
| 2020               | 4         | 0    |     |
| 2021               | 7         | 0    |     |
| 2022               | 1         | 0    |     |
| 2023               | 3         | 0    |     |
| Tổng cộng          | Tổng cộng | 19   | 0   |

## Danh hiệu
Athletico Paranaense
- Copa Sudamericana: 2018
- Campeonato Paranaense: 2018

Atletico Madrid
- La Liga: 2020–21[18]